# Парк Центрального района Барнаула
Парк культуры и отдыха Центрального района (Центральный парк) — парк в Барнауле.
Парк находится в Центральном районе города, отчего собственно и происходит его название. С севера и запада — ограничен Старым базаром, улицей Ползунова, Социалистическим проспектом и площадью Свободы; с юга — рекой Барнаулкой; с юго-востока и востока — постройками бывшего сереброплавильного завода. Площадь парка — 5 га.
Парк Центрального района — старейший парк Барнаула. С середины XVIII века здесь существовал аптекарский сад, где выращивались лекарственные растения, в XIX веке — ботанический сад. В 1885 году парк был передан обществу попечения о начальном образовании Барнаула под руководством В. Штильке. Аттракционы для детей и взрослых появились только в 1948—1949 годах, но к этому времени в парке уже были летний кинотеатр с верандой, эстрада и танцплощадка.
Территория сегодняшнего парка на 60 % занята зелеными насаждениями, здесь произрастают такие породы деревьев как ель, лиственница, сибирский кедр, клён, яблоня, сирень; есть искусственные цветники и естественные лужайки. Работает фонтан.
Парк действует с 1 мая по 1 октября. В это время работает эстрадная площадка с духовым оркестром, аттракционы «Веселые горки», «Карусель», «Автодром» и другие. Проводятся выставки, спортивные соревнования, игровые программы и представления для детей. В зимнее время заливается каток.
За летний сезон Центральный парк города посещают от 150 до 200 тыс. человек.